# 耳壳流痰
耳廓流痰是指发生于耳廓部位的流痰，以耳廓局部肿起而皮色不变，按之柔软，不热不痛为特点。相当于西医的耳廓假性囊肿(渗出性软骨膜炎)。